# Colentina Bucarest
Pour les articles homonymes, voir Colentina.
Le Colentina Bucarest est un club de football roumain basé à Bucarest et aujourd'hui disparu. Il a remporté 2 fois le championnat de Roumanie dans les années 1910.

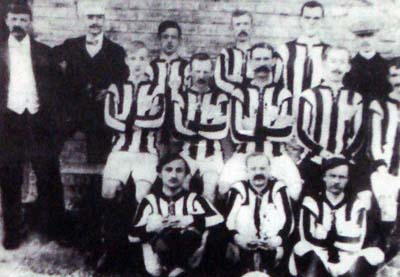
L'équipe championne en 1914.

Le club a été fondé en avril 1909 par des employés de la compagnie anglais Colentina Cotton, spécialisée dans le commerce du coton. Le premier président du club était M. Masterjan, le directeur de l'usine. L'équipe du Colentina réussit à remporter 2 championnats de Roumanie consécutifs, juste avant la Première Guerre mondiale, en 1913 et 1914. À cause du conflit imminent, de nombreux joueurs anglais qui composaient l'équipe sont appelés à combattre, entraînant une lente dissolution de l'équipe.

Après la Guerre, le club dispute le championnat du District de Bucarest, mais ne réussira jamais à revenir au plus haut niveau, jusqu'à sa dissolution définitive, en 1947.

## Palmarès
- Championnat de Roumanie : 
  - Vainqueur : 1913, 1914
  - Vice-champion : 1910, 1912 et 1915